# 上海市市西中学

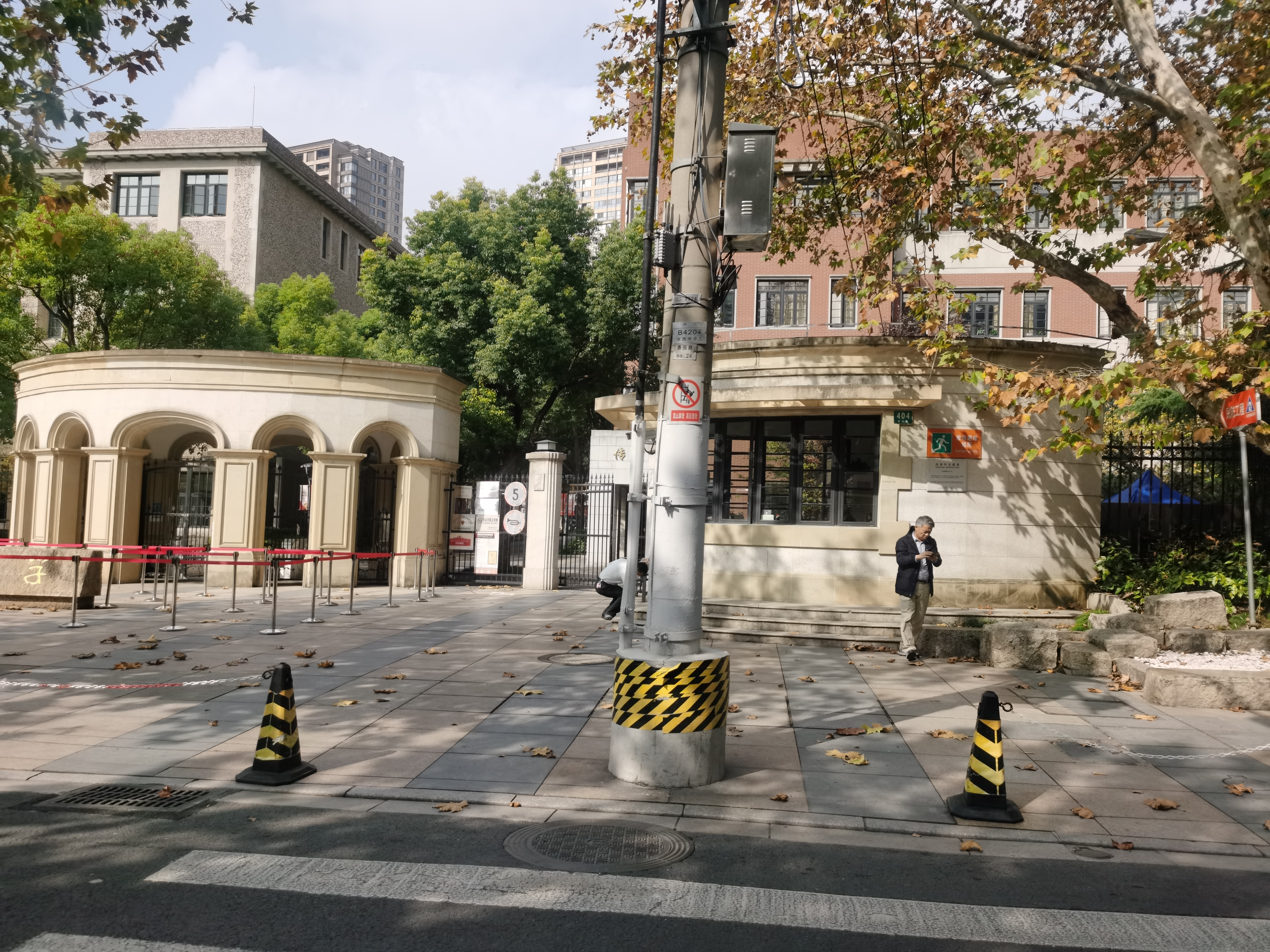
市西中学校门

上海市市西中学（英語：Shanghai Shixi High School），簡稱市西中學或市西，是一所位于上海市静安区的高级中学，是首批上海市实验性、示范性高中。
市西中学历史可以追溯到1870年，学校于1946年正式更为现名。学校现有教工约200人、学生约1200人。以中考分数线和高校录取率计，市西中学常年位列静安区高中第一名。

## 历史

### 早期历史（1870年-1914年）
1870年，凯瑟琳·邦尼（Catherine V. R. Bonney）在虹口美租界创立了欧亚侨童学校（Eurasia School），是为市西中学的前身。侨童学校为当时在沪上的欧裔和亚裔居民的孤儿提供男女合校教育。最初的校址设在虹口米勒路（今峨眉路365号）。邦尼的善举得到本埠和外来居民的赏识，英商汉璧礼爵士（Sir Thomas Hanbury）更是捐赠了大笔钱款。这令学校得到了长足的发展。1882年，汉璧礼建议上海工部局接管侨童学校。提议未遭采纳，但是工部局同意拨款维持学校的运营。1890年，工部局最终决定接管学校，并将其易名为“汉璧礼蒙童养学堂”（Hanbury Elementary School）。一年后，汉璧礼学校搬迁至蓬路15号（今塘沽路170号），并且进行了扩招。

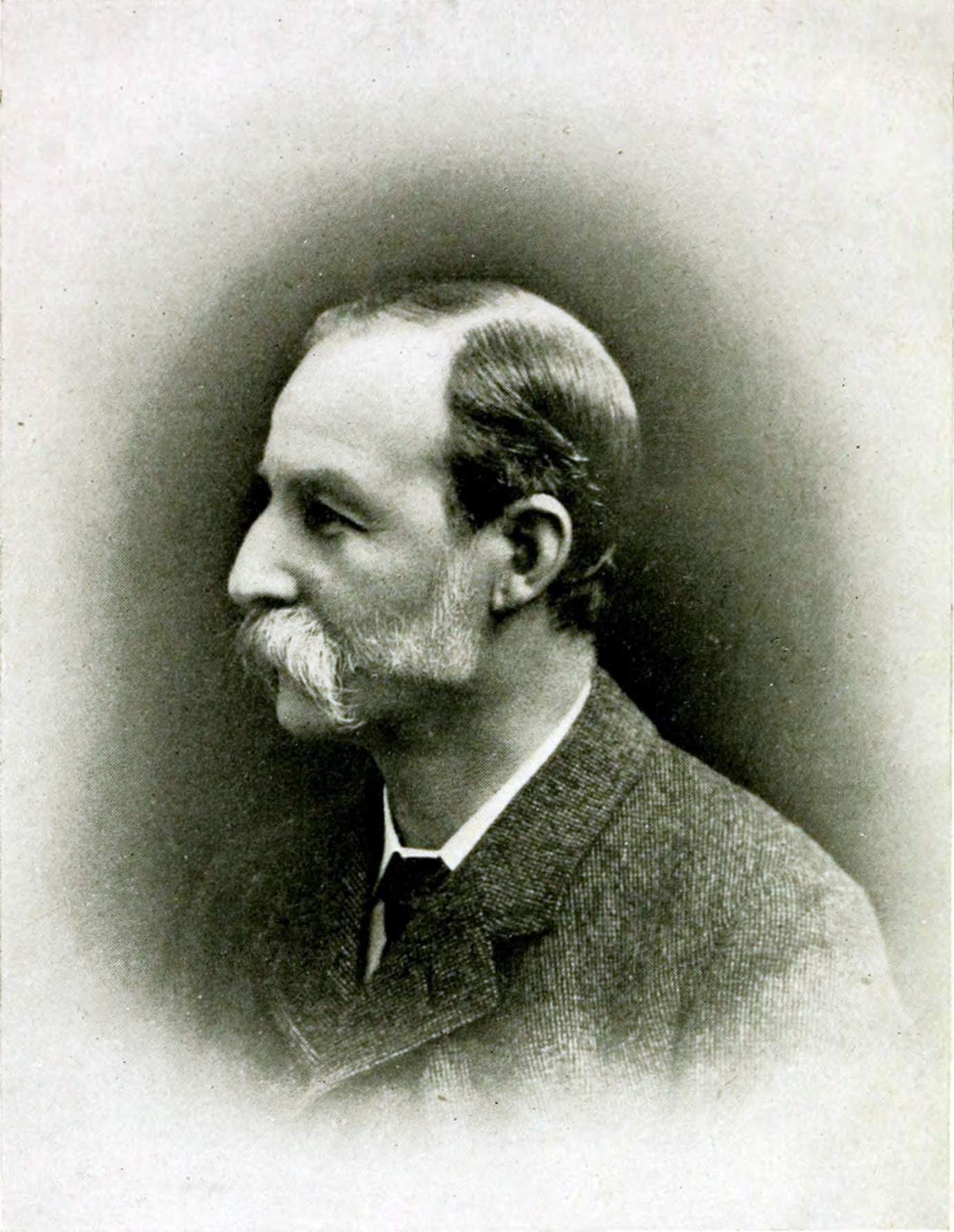
汉璧礼爵士

1911年，工部局在沪西越界筑路，修建了今日的愚园路。翌年，工部局成为汉璧礼学校唯一的资金来源，学校教员亦成为工部局雇员。1914年，汉璧礼学堂的小学部被分拆为汉璧礼男校和女校。
1886年，美国共济会在上海成立共济会学校（Shanghai Masonic School），校址设在北京里。1893年起，学校改称上海西童公学（Shanghai Public School），并迁址蓬路28号（今塘沽路390号）。起初公学男女合校，但在1914年拆分成西童公学男校和女校两部分。

### 发展（1915年-1941年）
汉璧礼男童公学在1917年迁往赫司克尔路63号（今中州路102号）。1915年，西童公学男校从蓬路28号迁往北四川路200号（今四川北路2066号）。1923年7月，原在蓬路28号的西童公学女校（Public School for Girls）在愚园路另立新校址。当时的地址为愚园路188号，1924年改为愚园路70号，后又改为404号。1930年，汉璧礼男童公学和西童公学男校合并为公立暨汉璧礼西童男学（Public and Hanbury School for Boys），定址北四川路191号（今四川北路2066号）。
1935年，公立西童女校和汉璧礼女童公学合并成为公立暨汉璧礼西童女学（Public and Hanbury School for Girls），迁往虹口海南路10号。愚园路新校址以愚园路西童女公学的名义运营。合并前，西童公学女校则拥有多处校址，除了蓬路和愚园路外，另有公平路分校（1924-1925年）和榆林路分校（1927-1937年）。

### 战时历史（1942年-1945年）
1942年，太平洋战争爆发，日军进占上海公共租界。苏州河以北的外国人学校被迫搬迁到上海西区，公立暨汉璧礼西童男校（The Public & Hanbury School for Boys）迁入紧邻西童公学女校校址的地丰路（今乌鲁木齐路）10号。
1943年，在上海的日军进占西童公学男女校校区。学校被改建为关押欧裔居民的集中营。日据时期，西童公学男校被拆分为小学（上海特别市市立愚园路男子小学）和中学（上海特别市市立迪化西侨男子中学）两部分，分别迁往愚园路851号和巨福路178号。女校则继续在愚园路旧址办学。1945年二战结束后，集中营被解散，西童公学得以光复旧校区，在地丰路10号旧校舍设立上海市西侨男中和女中。

### 更名市西中学（1946年至今）
1946年，国民政府下令合并西侨男女中，并将新成立的学校命名为市立市西中学。留美博士赵传家（1897-1993）出任首任校长。赵传家就任初期，因为多年战乱的原因，学校办学条件恶劣，但学校很快扩张到一定规模。
1949年，解放军进入上海并接管了学校。
1953年、1978年两次命名为上海市重点中学。1980年，市西中学被授予先进教育集体荣誉。1991年和1998年，市西中学两度成为上海市教育改革试点学校。
2005年2月23日，市西中学成为首批上海市实验性、示范性高级中学。
2012年，市西中学完成翻修工程，新设立「思维广场」、人文楼，并扩增地下活动空间。同年2月，现任校长董君武就职。
2014年，美国前任总统詹姆斯·卡特在市西中学参加了中美学生文化交流活动并致辞。同年，市西中学设立好学、力行两项奖学金、教育发展基金；校友会委员会成立。
2016年10月6日，市西中学迎来了命名70周年庆典。

## 课程设置
市西中学是上海市少有的提供免修课程选择的公立学校，学生可以在通过免修考核后满足某一学科的出勤要求。此外，学校设有50余门研究、拓展性课程和各类课外活动，以符合学生发展需求。市西中学除提供普通教材的本部以外另设有提供IB学位的国际部。
市西中学为走读制学校，但仍为需求的部分学生提供住宿。

## 学术水平
市西中学属于传统意义上的「市重点」高中，位列静安区内各高中第一。市西中学拥有5位特级教师，17位区学科带头人。市西中学现有高级教师48人，中级教师37人，初级教师37人。2019年，市西中学的一本率为82%。

## 校园
市西中学位于静安区愚园路404号，校园占地面积60亩，总建筑面积达到58228平方米，其中地上建筑面积37353平方米，地下建筑面积20875平方米，为上海市内环内占地面积最大的公立高中。

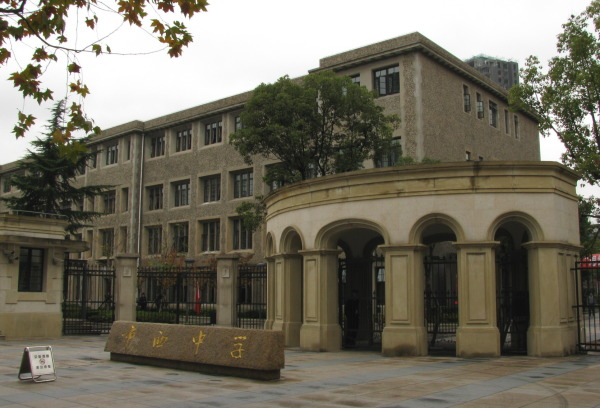
市西中学大门，左侧为2号楼

市西中学内有传家楼、好学楼、力行楼、人文楼和国际教学部楼等多座教学楼。校内有篮球、排球、乒乓、体操、游泳田径等运动场馆，以及建有先进的TI数学实验室、化工技术实验室、生物技术实验室、大气环境实验室、地震测报实验室、能源实验室、机器人实验室、OM实验室、静态模型实验室、汽车模型实验室、物联网实验室、自动控制实验室、人文实验室、数字音乐创作室、视觉艺术创作室、无人飞机实验室等19个创新实验室。
市西初级中学和市西中学共用大部分校园设备。

### 传家楼
建于1934年，为四层红砖建筑。传家楼最先为愚园路西童公学女校校舍，后成为公立暨汉璧礼侨童男校校舍。二战期间，传家楼被日军征用成为集中营，关押在沪盟国侨民。1946年市西中学成立时，传家楼即成为市西中学首栋建筑。2012年，市西中学改扩建工程在保留传家楼整体结构不变的基础上恢复了传家楼装饰艺术的内部装潢。 传家楼的得名于市西首任校长赵传家，亦因在地理方位上毗邻市西中学前门而称作「前大楼」。现时传家楼为高一教学楼（1-2层），同时亦为市西中学「思维广场」、创新实验室所在地。

### 好学楼、力行楼
均建于20世纪末期，楼高8层。好学、力行楼原为红砖外立面，在2012年市西中学改扩建工程中改为灰色鹅卵石外立面。这两栋楼因靠近市西中学后门而俗称「后大楼」，楼间通过走廊相连。现时好学楼为高二（2-3层）及高三（5-6层）教学楼，7层全层为行政楼层；力行楼设置有大礼堂（8层）、各学科实验室（3-5层）及计算机机房（6层）。好学楼一层为市西中学图书馆。好学力行楼顶层为屋顶花园。市西中学的重要典礼仪式均会在力行楼礼堂内举行。

### 2号楼

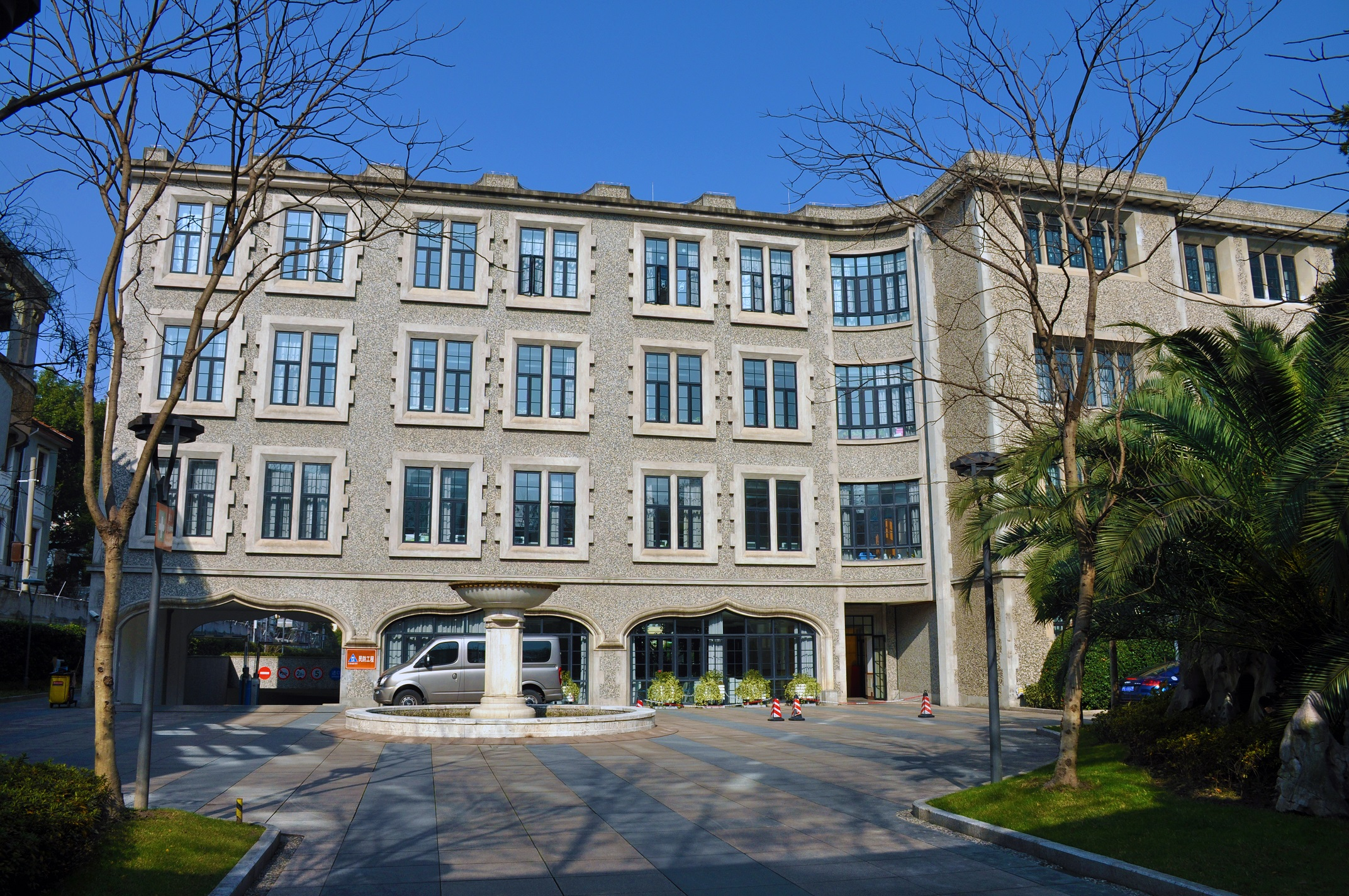
市西中学2号楼（属市西初级中学管辖）

建于1922年，原为汉璧礼西童公学校舍，目前供市西初级中学使用。2015年被列为上海市优秀历史建筑。

### 人文艺术楼
建于2012年，是校园内为最新的大楼。内部主要设置有艺术教室（美术教室在地下1层，音乐教室在地上3层）、音乐厅及排练室（地上2层）和校史馆（地上1层）。现时各音乐教室配备有先进音响设备；音乐厅除接纳各类表演活动之外，亦为市西中学校友理事会、团代会与会场所。

## 学校标志

### 校训
市西中学的校训是「好学力行」，源于孔子的名言「好学近乎知，力行近乎仁，知耻近乎勇。知斯三者，则知所以修身；知所以修身，则知所以治人；知所治人则所以治天下国家矣」。
在好学楼一楼楼梯间入口处，挂有于右任题写的「好学力行」牌匾。1985年，赵朴初受邀书写市西中学校训，赵的题词成为今日校训的官方字体。1986年，时任上海市市委书记的江泽民为市西中学题写「发扬好学力行的光荣传统」的训导。
董君武接任校长后，在「好学力行」的基础上提出了「从优秀走向卓越」的发展愿景，被认为是在新时代背景下对原有校训的阐释和补充。

### 校徽
市西中学校徽为橙红色矩形，内刊两道银白色字母「S」变体图案，共同构成字母「X」，「SSX」代表上海市西中学的汉语拼音首字母缩写。三个字母亦分别寓意火焰、树苗和海鸥，对应教师的热忱和奉献的敬业精神、学生的茁壮成长、市西学子志存高远、不畏艰难和报效祖国的决心。

### 校服
市西中学的校服主色调为蓝色，历史上曾多次改动设计。2018届以前，校服曾按性别分为深蓝（男）和浅蓝（女）两种制式，但新版校服取消了颜色差异。现时共有夏、冬两季常服和礼服三种校服。

### 校歌
《市西中学校歌》为上海市市西中学的唯一官方校歌。该歌谱曲为汪丽芳，作词为市西中学师生。原曲调寄美国作曲家的阿什福德（E.L. Ashford）的作品。校歌创作时间在1946年，即市西中学命名当年。
歌曲为进行曲速度，混声四部演唱（官方版本）。由于市西中学早年的教会背景，故带有浓厚的基督教音乐风格。全曲正常演奏毕大约需3分钟。《市西中学校歌》每个工作日早晨7:30都会在全校播放。在市西中学的重要场合，如每周一的升旗仪式、四大节日（艺术节、体育节、科技节、文史节）开闭幕式、南京考察、军训、学农、校友日、毕业典礼及其余大型活动中均会演奏。一般顺序是先演奏中华人民共和国国歌《义勇军进行曲》，尔后再奏《市西中学校歌》。学唱《市西中学校歌》是市西中学高一新生暑期军训的必修科目，学校亦会在高一的音乐课上安排教唱校歌。

## 学校领导
市西中学现任校长为董君武，党委书记方秀红，副校长范颖、张芸。 在出任市西校长之前，董君武曾任华东模范中学、育才初级中学校长。

### 历任校长
|   | 校长   | 任期      | 备注                      |
| - | ------ | --------- | ------------------------- |
| 1 | 赵传家 | 1946-1974 | 1984-1993年间担任名誉校长 |
| 2 | 陈孟昭 | 1978-1985 |                           |
| 3 | 樊尚德 | 1985-1987 | 代理校长                  |
| 3 | 孙志文 | 1987-1989 |                           |
| 4 | 杨安澜 | 1989-2001 |                           |
| 5 | 顾正卿 | 2001-2012 |                           |
| 6 | 董君武 | 2012-     | [ 22 ]                    |

## 知名校友
- 厉声教
- 曹景行[23]
- 俞立中
- 邹德慈
- 陈德铭
- 张洪涛
- 孙海平
- 邬君梅
- 娄一晨
- 汪译男
- 王韧基

## 逸闻
市西中学近年常成为一些电影的取景地，《小时代4》和《原来你还在这里》的部分镜头在市西拍摄。